# لوميل يونايتد
لوميل يونايتد هو نادي كرة قدم في بلجيكا تأسس في 2003. يلعب في الدوري البلجيكي الدرجة الثانية.